# Marcello Dudovich

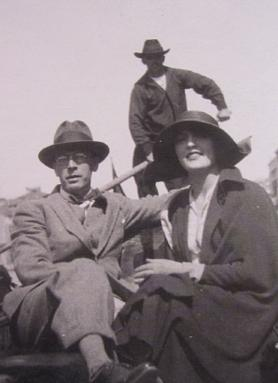
Marcello Dudovich met zijn vrouw

Marcello Dudovich (Triëst, Italië 1878 – Milaan, 31 maart 1962) was een Italiaans graficus beroemd geworden door zijn talrijke affiches. Hij was autodidact en ging na een studiereis in München werken voor Ricordi in Milaan. Hij ontwierp posters voor modehuis Mele, Pirelli-banden, Martini & Rossi, Bugatti, Likeur Strega, Fiat Balilla, Ingham Marsala, Cordial Campari, Olivetti en Borsalino-hoeden.
In 1899 verhuisde hij naar Bologna, waar hij ging werken voor Edmondo Chappuis. In 1900 won hij een gouden medaille op de Wereldtentoonstelling. Ook in 1911 en 1914 won hij prijzen met zijn grafische werk. Later ging hij in Genua werken voor Grafiche Armanino en voor verschillende tijdschriften. Drie jaar was hij correspondent voor het Duitse tijdschrift Simplicissimus.
Dudovich wordt beschouwd als een van de grootste Italiaanse posterkunstenaars. Hij werd geïnspireerd door Edward Penfield, zijn vriend en leraar Adolf Hohenstein en Alphonse Mucha. Maar uiteindelijk ontwikkelde hij zijn eigen stijl, heel apart, met rijke kleuren.
- Biblioteca Nacional de España: XX4882700
- Gemeinsame Normdatei: 121807193
- International Standard Name Identifier: 0000 0001 1556 2784
- Library of Congress Control Number: n80098407
- Nationale Bibliotheek van Tsjechië: jo2016905169
- Nationale Bibliotheek van Israël: 987007275411105171
- RKD-Nederlands Instituut voor Kunstgeschiedenis: 262552
- Istituto Centrale per il Catalogo Unico: RAVV033271
- SNAC: w6cn92qf
- Système universitaire de documentation: 074733028
- Union List of Artist Names: 500054789
- Virtual International Authority File: 10711613
- WorldCat: E39PBJm9b3KhG8KXwBXjhY7T73